# Staffmatch
 (novembre 2024).
La mise en forme du texte ne suit pas les recommandations de Wikipédia : il faut le « wikifier ».
Les points d'amélioration suivants sont les cas les plus fréquents :
- Les titres sont pré-formatés par le logiciel. Ils ne sont ni en capitales, ni en gras.
- Le texte ne doit pas être écrit en capitales (les noms de famille non plus), ni en gras, ni en italique, ni en « petit »…
- Le gras n'est utilisé que pour surligner le titre de l'article dans l'introduction, une seule fois.
- L'italique est rarement utilisé : mots en langue étrangère, titres d'œuvres, noms de bateaux, etc.
- Les citations ne sont pas en italique mais en corps de texte normal. Elles sont entourées par des guillemets français : « et ».
- Les listes à puces sont à éviter, des paragraphes rédigés étant largement préférés. Les tableaux sont à réserver à la présentation de données structurées (résultats, etc.).
- Les appels de note de bas de page (petits chiffres en exposant, introduits par l'outil «  Source ») sont à placer entre la fin de phrase et le point final[comme ça].
- Les liens internes (vers d'autres articles de Wikipédia) sont à choisir avec parcimonie. Créez des liens vers des articles approfondissant le sujet. Les termes génériques sans rapport avec le sujet sont à éviter, ainsi que les répétitions de liens vers un même terme.
- Les liens externes sont à placer uniquement dans une section « Liens externes », à la fin de l'article. Ces liens sont à choisir avec parcimonie suivant les règles définies. Si un lien sert de source à l'article, son insertion dans le texte est à faire par les notes de bas de page.
- La présentation des références doit suivre les conventions bibliographiques. Il est recommandé d'utiliser les modèles {{Ouvrage}}, {{Chapitre}}, {{Article}}, {{Lien web}} et/ou {{Bibliographie}}. Le mode d'édition visuel peut mettre en forme automatiquement les références.
- Insérer une infobox (cadre d'informations à droite) n'est pas obligatoire pour parachever la mise en page.

Pour une aide détaillée, merci de consulter Aide:Wikification.
Si vous pensez que ces points ont été résolus, vous pouvez retirer ce bandeau et améliorer la mise en forme d'un autre article.
Staffmatch est une entreprise française spécialisée dans le travail temporaire et le recrutement en CDD et CDI. Fondée en 2015 par Brice Cournut et Vincent Rech, l'entreprise propose un modèle phygital, combinant une plateforme numérique et un accompagnement humain.

## Histoire
En 2018, Staffmatch lève 3 millions d'euros auprès de la Bpifrance et BNP Paribas Développement. L’entreprise réalise un chiffre d’affaires de 30 millions d'euros cette année.
En 2023, Staffmatch devient partenaire majeur du Clermont-Foot 63 et de l’Olympique Lyonnais. La même année, elle lance un programme de fidélité pour récompenser ses intérimaires actifs.
En 2024, Staffmatch devient partenaire officiel du LOU Rugby et fournisseur du Racing 92. Elle soutient également Charles Noakes, joueur professionnel de parabadminton. Le fonds d’investissement ISAI Expansion entre au capital comme actionnaire minoritaire pour accompagner le développement des activités.

## Activités
Staffmatch offre des solutions de travail temporaire et de recrutement en CDD et CDI, couvrant plusieurs secteurs économiques :
- Hôtellerie et restauration
- Événementiel
- Logistique et transport
- BTP
- Services aux entreprises
- Médical
- Restauration
- Services collectifs
- Vente
- Industrie

## Implantations
Staffmatch possède actuellement 36 agences réparties dans les principales villes françaises, dont Paris, Lyon, Marseille, Nantes, Toulouse, Bordeauxet Lille.